# Рампа и жизнь
«Ра́мпа и жизнь» — еженедельный иллюстрированный журнал, издававшийся в Москве с апреля 1909 года по октябрь 1918 года. 
Журнал начался с издания в 1908 году журнала «Рампа» и стал одним из наиболее крупных театральных журналов, наряду с «Репертуар и Пантеон», «Театр и искусство», «Маски»..
Журнал задумывался как узкоспециализированное издание, его целью было освещение театрального мира. Редактор-издатель журнала Леонид Мунштейн, известный в театральном мире под псевдонимом Lolo, интересовался эстетически-художественной и бытовой стороной русского театра.
Журнал давал обширную информацию о значительных событиях театрально-художественной жизни Петербурга (Петрограда), Москвы и провинции, печатал развёрнутые театральные рецензии, статьи по разным вопросам, касающимся театральной деятельности и смежных искусств, монографические очерки, фельетоны, рассказы, стихи, эпиграммы.
Журнал всегда был хорошо иллюстрирован; для него рисовали художники А. А. Койранский, В. Н. Дени и др. В журнале печатались К. А. Тренёв, Ю. В. Соболев, И. И. Шнейдер, Н. Львова, С. А. Соколов-Кречетов
В 1913 году вышло издание журнала «Рампа и жизнь»: сборник «Московский Художественный театр. Исторический очерк его жизни и деятельности». Т. I (1898—1905); т. II (1905—1913). В нём, в частности, напечатаны воспоминания В. И. Немировича-Данченко о поездке за границу. Печатались также пьесы драматургов: М. П. Арцыбашева (Закон дикаря. — М., 1915.)